# Gothard Kokott
Gothard Kokott (ur. 6 października 1943 w Pyskowicach, zm. 10 stycznia 2021 w Częstochowie) – polski piłkarz i trener.

## Kariera

### Piłkarz
Jako zawodnik reprezentował barwy między innymi KS Pyskowice, SKS Piast Gliwice, Oleśniczanka Oleśnica i GKS Piast Gliwice. W latach 1967–1975 był bramkarzem w trzecioligowym Rakowie Częstochowa. W pierwszej drużynie rozegrał 149 meczów. Jego karierę przerwała poważna kontuzja kolana.

### Trener
Po zakończeniu kariery piłkarskiej był trenerem grup młodzieżowych Rakowa. W 1993 r. prowadzona przez niego drużyna juniorów zdobyła wicemistrzostwo Polski. W latach 1979–1998 wielokrotnie pełnił funkcję trenera pierwszej drużyny piłkarskiej. Trenował zespół w 94 meczach w najwyższej polskiej lidze w latach 90 XX w. W sezonie 1995/1996 prowadzona przez niego drużyna zajęła 8. miejsce w tabeli I ligi. Od 1 lipca do 23 listopada 1997 r. był trenerem drugoligowego Zawiszy Bydgoszcz. Od 20 kwietnia do 26 sierpnia 1999 był selekcjonerem pierwszoligowego Ruchu Radzionków. Ruch pod jego wodzą zajął 6. miejsce w I lidze. W latach 2000–2003 oraz 2005-2006 trenował futsalowy klub Clearex Chorzów. W tym czasie zespół zdobył cztery tytuły mistrza Polski, jeden tytuł wicemistrza oraz jeden raz wywalczył brązowe medale. Ponadto zespół awansował do fazy finałowej UEFA Futsal Cup (obecnej Ligi Mistrzów). Łącznie pod jego kierunkiem Clearex rozegrał w ekstraklasie 94 mecze, z których 81 wygrał, 4 zremisował i doznał 9 porażek. Trenował także czwartoligowe drużyny Błękitnych Kościelec, Stradomia Częstochowa oraz MKS Myszków. W latach 2008–2009 pełnił funkcję dyrektora RKS Raków.
Otrzymał wiele odznaczeń i nagród, m.in. Brązowy Krzyż Zasługi, Złotą i Odznakę PZPN i Srebrną Odznakę PZPN.
Zmarł 11 stycznia 2021 w wieku 77 lat, a jego pogrzeb odbył się w Częstochowie. Został pochowany na cmentarzu Kule (sektor 56, rząd 1, grób 3).

## Sukcesy

### Piłka nożna

#### Raków Częstochowa
- Wicemistrzostwo Polski Juniorów: 1993

### Futsal

#### Clearex Chorzów
- Mistrzostwo Polski: 1999/2000, 2000/2001, 2001/2002, 2005/2006
- Wicemistrzostwo Polski: 2002/2003